# Resolutie 1583 Veiligheidsraad Verenigde Naties
Resolutie 1583 van de Veiligheidsraad van de Verenigde Naties werd unaniem aangenomen op 28 januari 2005 en verlengde de VN-macht in Zuid-Libanon met een half jaar.

## Achtergrond
Na de Israëlische inval in Zuidelijk Libanon eind jaren 1970, stationeerden de Verenigde Naties de tijdelijke VN-macht UNIFIL in de streek. Die moest er de vrede handhaven totdat de Libanese overheid haar gezag opnieuw kon doen gelden.
In 1982 viel Israël Libanon opnieuw binnen voor een oorlog met de Palestijnse PLO. Midden 1985 begon Israël met terugtrekkingen uit het land, maar geregeld vonden nieuwe aanvallen en invasies plaats.

## Inhoud
Sinds 16 juni 2000 had Israël zich — na jaren — teruggetrokken uit het zuiden van Libanon. Daarmee had de UNIFIL-vredesmacht twee van haar drie taken voltooid. Ze concentreerde zich nu op het herstel van de vrede en veiligheid.
Het mandaat van UNIFIL werd verlengd tot 31 juli 2005. Alle gewelddaden werden veroordeeld en men was bezorgd over ernstige schendingen van de terugtrekkingslijn. Ten slotte keek de Veiligheidsraad er al naar uit de UNIFIL-missie op korte termijn te kunnen beëindigen, en benadrukte ze het belang van duurzame vrede in het Midden-Oosten.

## Verwante resoluties
- Resolutie 1559 Veiligheidsraad Verenigde Naties (2004)
- Resolutie 1578 Veiligheidsraad Verenigde Naties (2004)
- Resolutie 1595 Veiligheidsraad Verenigde Naties
- Resolutie 1605 Veiligheidsraad Verenigde Naties

Lijst ·  1581 ·  1582 ·  1583 ·  1584 ·  1585 ·  1586 ·  1587 ·  1588 ·  1589 ·  1590 ·  1591 ·  1592 ·  1593 ·  1594 ·  1595 ·  1596 ·  1597 ·  1598 ·  1599 ·  1600 ·  1601 ·  1602 ·  1603 ·  1604 ·  1605 ·  1606 ·  1607 ·  1608 ·  1609 ·  1610 ·  1611 ·  1612 ·  1613 ·  1614 ·  1615 ·  1616 ·  1617 ·  1618 ·  1619 ·  1620 ·  1621 ·  1622 ·  1623 ·  1624 ·  1625 ·  1626 ·  1627 ·  1628 ·  1629 ·  1630 ·  1631 ·  1632 ·  1633 ·  1634 ·  1635 ·  1636 ·  1637 ·  1638 ·  1639 ·  1640 ·  1641 ·  1642 ·  1643 ·  1644 ·  1645 ·  1646 ·  1647 ·  1648 ·  1649 ·  1650 ·  1651